# Meilenstein (Bernburg Süd)

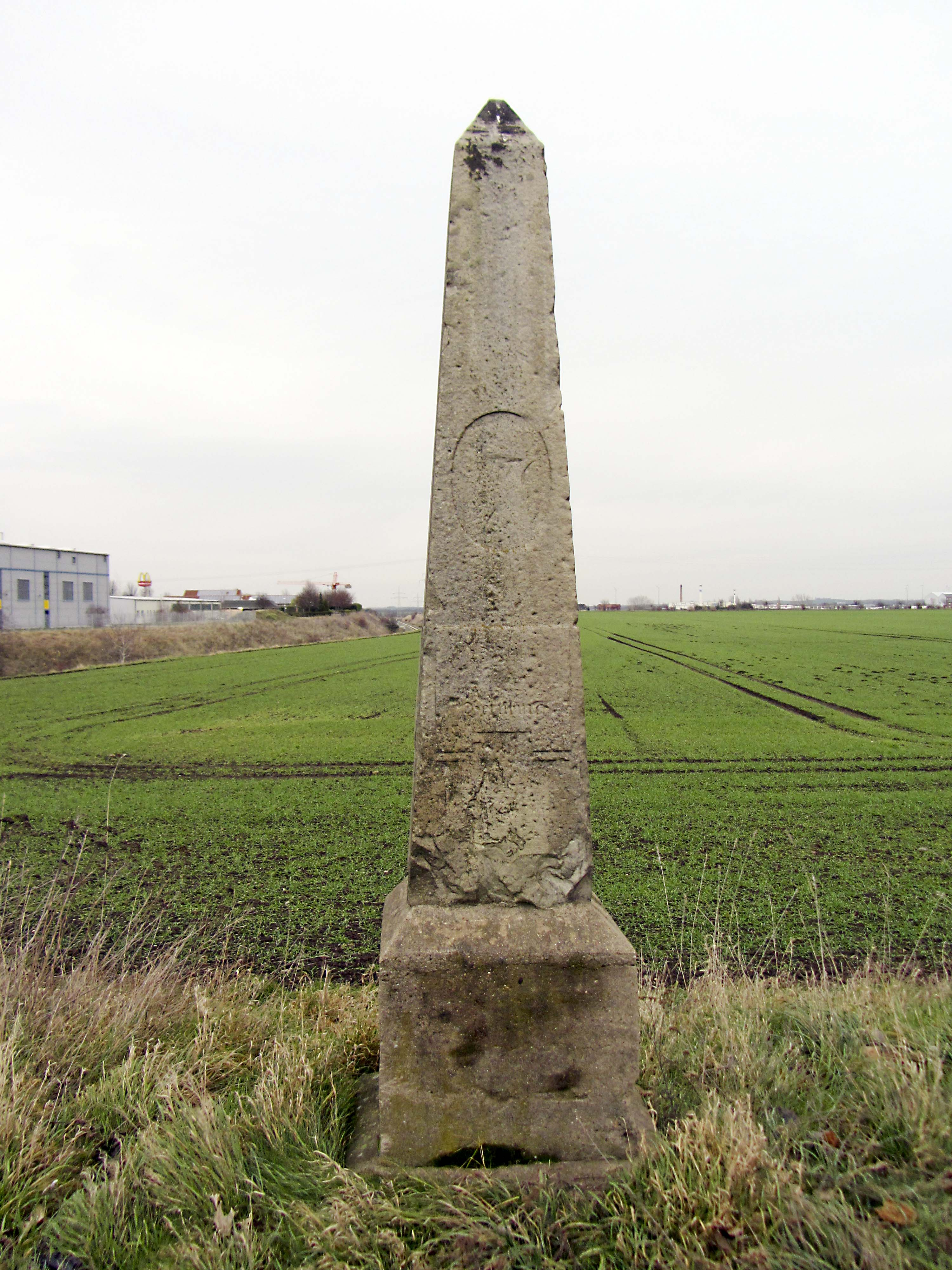
Preußischer Ganzmeilenobelisk Bernburg

Der Meilenstein im Süden von Bernburg ist ein Kleindenkmal in der Stadt Bernburg (Saale) im Salzlandkreis in Sachsen-Anhalt.
Das Fürstentum Anhalt-Bernburg schob sich wie ein Keil in die preußischen Gebiete. Preußen musste für die geplante Chaussee von Magdeburg über Halle (Saale) nach Großkugel an der sächsischen Grenze Vereinbarungen mit dem Kleinstaat treffen. Beschlossen wurde der Bau im Jahr 1786, gestartet zwei Jahre später, Anhalt-Bernburg war im Jahr 1792 erreicht, doch der Bau verzögerte sich zunächst, so dass die endgültige Fertigstellung der Gesamtstrecke erst im Jahr 1801 abgeschlossen war. Die preußische Staatschaussee entstand im Abschnitt zwischen Bernburg und Halle bis zum Jahr 1797. Die Meilensteine entlang der Chaussee von Bernburg nach Halle wurden spätestens im Jahr 1800 aufgestellt, vermutlich aber schon 1797, da sie schon Jahre vorher angeschafft worden waren.
Dadurch kommt es zu der Besonderheit, dass es in Bernburg einen anhaltischen und einen preußischen Ganzmeilenstein gibt. Der preußische steht im Süden, der anhaltische im Norden der Stadt. Der preußische befindet sich an der Halleschen Landstraße an der Brücke über die Salzbahn und ist ein Ganzmeilenobelisk, wie er sich früher auch bei Garsena und in Trebitz vorfand, wo heute jeweils der Obelisk fehlt. Er steht unter Denkmalschutz und ist im Denkmalverzeichnis mit der Nummer 094 60651 aufgenommen worden. Der Obelisk trägt die Entfernungsangaben 6 Meilen von Magdeburg, 1/2 Meile von Bernburg und 5 Meilen von Halle sowie die Angabe FWR III (König Friedrich Wilhelm III. von Preußen). Er wurde im Jahr 1968 für den Bahnbau beseitigt und lag lange unbeachtet am Straßenrand und wurde erst im Jahr 1982 auf Bürgerinitiative hin wieder aufgestellt.